# Sonora
Sonora este unul din cele 31 de state federale ale Mexicului (al cărui nume oficial este Estados Unidos Mexicanos) care se găsește în partea de nord-vest a țării.  Statul Sonora se învecinează cu statele Chihuahua la est, Sinaloa la sud, respectiv cu Baja California la nord-vest.  Pe graniță sa nordică, statul Sonora se învecinează cu statele americane Arizona, pe majoritatea sa, respectiv cu New Mexico pe ultima porțiune dinspre vest.  Marginea vestică a statului este o lungă zonă litorală a parții estice a Golfului California (denumit adesea și Mar de Cortés, Marea lui Cortez).  Statul, care este al doilea ca mărime din Mexic, ocupând 9,2% din suprafața țării, dar al 19-lea ca ordine a populației, este subdivizat în 72 de municipii. 
Extinderea geografică mare a statului face ca acesta să prezinte patru zone distincte ecologic, geografic, geofizic și geomorfologic, zona Sierra Madre Occidental, Sierras y Valles paralelos, deșertul sonoran și zona costală a Golfului California.  Dintre acestea, zona deșertului Sonora, respectiv zona muntoasă a lanțului montan Sierra Madre Occidental acoperă majoritatea suprafeței statului.  Râul Colorado, care izvorăște din statul american Colorado străbate extremitatea sa nord-vestică, după care se varsă în Golful California.  Climatul este uscat și atinge temperaturi extreme.